# Adelotypa annulifera
Adelotypa annulifera is een vlindersoort uit de familie van de prachtvlinders (Riodinidae), onderfamilie Riodininae.
Adelotypa annulifera werd in 1903 beschreven door Godman.